# 宝山乡 (磐石市)
宝山乡，是中华人民共和国吉林省吉林市磐石市下辖的一个乡镇级行政单位。

## 行政区划
宝山乡下辖以下地区：
宝山村、孤顶村、占多村、北河村、西大沟村、安乐村、长兴村、太平村、车家村、靠山村、亮子河村、横河村、锅盔村和北锅盔村。